# Homer est là où n'est pas l'art
Homer est là où n'est pas l'art est un épisode de la série télévisée d'animation Les Simpson. Il s'agit du douzième épisode de la vingt-neuvième saison et du 630e épisode de la série. Il est diffusé pour la première fois le 18 mars 2018 aux États-Unis.
L'épisode est un pastiche de la série américaine des années 1970 Banacek.

## Synopsis
L'épisode commence par la vente aux enchères d'une toile de Miró exposée au musée de Springfield. Homer, tombé amoureux de cette toile, tente de l'acheter face à M. Burns et face à la milliardaire Megan Matheson. Cette dernière l'emporte au grand désarroi d'Homer. On découvre ensuite que le tableau a été volé durant son transport vers le domicile de Megan Matheson et la compagnie d'assurance confie l'enquête à "Manacek", un enquêteur macho des années 1970. 
Homer est évidemment le premier suspect.

## Hommage
- L'épisode est dédié à Stephen Hawking mort quatre jours avant la diffusion de l'épisode aux États-Unis.

## Réception
Lors de sa première diffusion l'épisode a attiré 2,07 millions de téléspectateurs.